# Modo AIK
Modo AIK, före 1963 Alfredshems IK, är en idrottsklubb i Örnsköldsvik i Sverige. Klubben bildades den 27 mars 1921 på August Johanssons kafé i Sund. I Örnsköldsviks närhet finns orterna Moliden och Domsjö, som har gett upphov till företagsnamnet Mo och Domsjö AB  och därigenom även till idrottsklubben MoDo. Klubben delades 1987 upp i specialklubbar: ishockeyklubben Modo Hockey, som tillhört eliten i Sverige, och fotbollsklubben Modo FF, som spelat i Sveriges tredje högsta division. Alfredshems IK bedrev tidigare bland annat bandy, men bandyverksamheten upphörde efter säsongen 1938/1939 och ersattes då av ishockey.

## Ordförande
Klubbens första ordförande var Albin Hallbro 1921-1922 . 
- 1921-1922 Albin Hallbro
- 1923 Paul Iggström
- 1924 Georg Hallström
- 1925 Gösta Nylander
- 1926-1927 Wilhelm Bäcklin
- 1928 Markus Lundgren
- 1929 Gunnar Björkström
- 1930-1932 Anders Lundgren
- 1933-1935 Bertold Hörnfeldt
- 1937-1939 Allan Andersson
- 1940 Isidor Edlund
- 1941-1943 Erik Olsson
- 1943-1949 Erik Eriksson
- 1950-1955 Carlabel Berglund
- 1956 Olle Helmersson
- 1957-1958 Göte Eriksson
- 1959-1963 Göte Hedin
- 1964-1981 Thorsten Andrén
- 1982-1983 Bernt Löf
- 1983-1988 Tore Erkén
- 1988-1991 Erik Hörnell
- 1991-1995 Tore Erkén
- 1995-2007 Åke Eklöf
- 2007-2009 Anders Källström
- 2009-2010 Sven Kågevall
- 2010-2013 Göran Ericson
- 2013-2016 Tomas Byberg
- 2016-  Ulf Strinnholm-Lidfalk